# Rasmus Falk
Rasmus Falk Jensen (* 15. Januar 1992 in Middelfart) ist ein dänischer Fußballspieler. Er steht beim dänischen Erstligisten FC Kopenhagen unter Vertrag.

## Karriere

### Verein
Falk begann seine Karriere beim heimischen Middelfart G&BKL, für den er bis zum Jahr 2004 spielte. Im Alter von 13 Jahren wechselte er gemeinsam mit Christian Eriksen zu Odense BK. Mit der U-16 des Vereins wurde er 2007 dänischer Meister. Ab der Saison 2009/10 spielte er in der Profimannschaft von Odense BK. In seiner Debütsaison wurde er mit dem Verein Vizemeister hinter dem FC Kopenhagen. In der Saison 2010/11 wurde die Mannschaft ebenso Vizemeister hinter dem Hauptstadtklub. Falk spielte in dieser Zeit mit dem Verein im Europapokal, darunter in der Gruppenphase der Europa League 2010/11 gegen den VfB Stuttgart, BSC Young Boys und FC Getafe. Im Dezember 2012 verlängerte er seinen Vertrag bis zum Sommer 2016. Im Sommer 2016 wechselte er zum FC Kopenhagen.

### Nationalmannschaft
Falk spielt seit 2007 für dänische Auswahlmannschaften. Er gab sein Debüt für die U-16 im September 2007 gegen Deutschland bei einer 1:3-Niederlage in Meerbusch. Er erzielte dabei den Treffer zum Endstand. Es folgten weitere Einsätze in den Altersklassen der U-17, U-18 und U-19. Im August 2011 debütierte er in der U-21 gegen Polen. Mit der Mannschaft nahm er vier Jahre später an der U-21 Europameisterschaft in Tschechien teil und erreichte dabei das Halbfinale. Im September 2013 debütierte er unter Trainer Morten Olsen in der dänischen A-Nationalmannschaft. Im Qualifikationsspiel für die Weltmeisterschaft 2014 stand er in der Startelf gegen Malta.

## Erfolge
FC Kopenhagen
- Dänischer Meister: 2017, 2019, 2022, 2023
- Dänischer Fußballpokal: 2016/17 2022/23